# Carl Bosch Museum Heidelberg

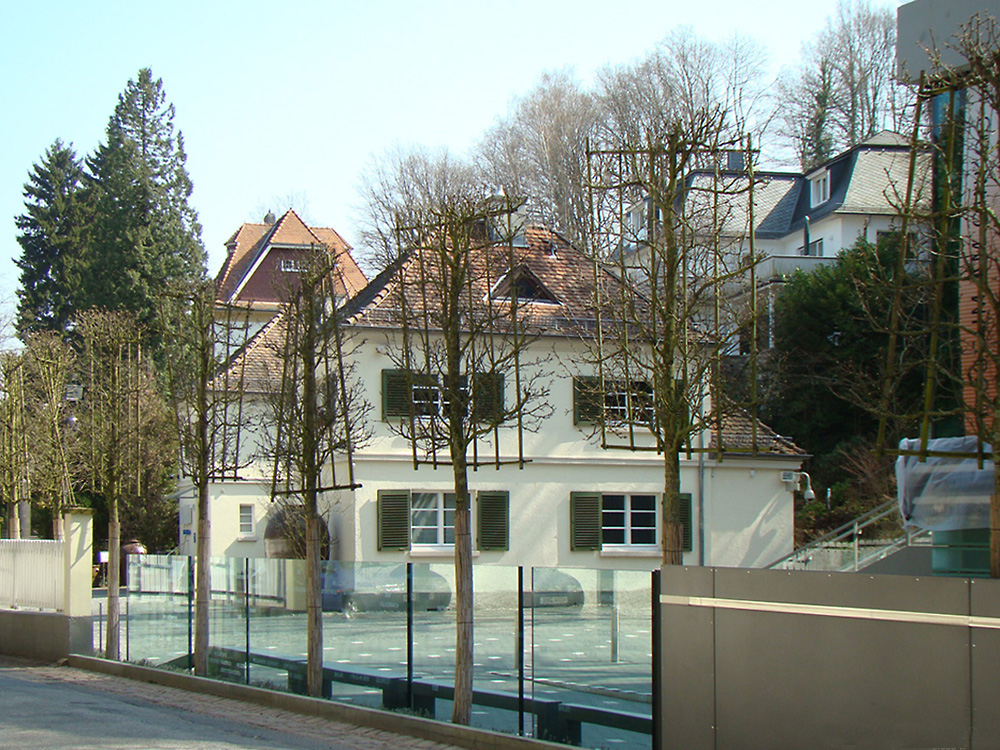
Carl-Bosch-Museum in Heidelberg

Das Carl Bosch Museum Heidelberg zeigt als Technikmuseum auf über 300 m² und zwei Außenflächen Leben und Wirken des Heidelberger Nobelpreisträgers Carl Bosch (1874–1940) und wurde 1998 gegründet. Das Gebäude Schloss-Wolfsbrunnenweg 46, in dem sich das Museum befindet, diente einst als Wohnung für Boschs Chauffeure und als Garage für Boschs Automobile.  Carl Boschs ehemaliger Wohnsitz, die Villa Bosch, steht 300 Meter weiter östlich (Schloss-Wolfsbrunnenweg 33).
Die Themenbreite reicht von der Entwicklung der chemischen Technik bis hin zur Rolle der I.G. Farbenindustrie im Nationalsozialismus. Es wird der Weg von den labortechnischen Anfängen bis zum Aufbau riesiger Industriekomplexe der Hochdrucktechnik nachvollzogen und deren wirtschaftspolitische Auswirkungen dokumentiert.
An folgenden Stationen werden dem Besucher alle relevanten Informationen zur Person sowie zu seiner Tätigkeit als Chemiker gegeben: Lebenslauf, Wirtschaftsführer, Privatmann, Nobelpreisträger, Forschungslabor, Hochdruckwerkstatt, Industrieanlagen, Limburgerhof.